# 唐敖庆
唐敖庆（1915年11月18日—2008年7月15日），江苏宜兴人，中国近代理论化学家、中国科学院院士，被譽爲“中國量子化學之父”。曾任吉林大學校長。

## 生平
1936年夏，唐敖庆考入北京大学化学系学习。“七七”事变爆发后，随校南迁，先在长沙临时大学学习，1938年随校到昆明，1940年毕业于西南聯大化学系。
1949年获美国哥伦比亚大学博士学位。1950年1月回国任北京大学教授。
1952年调任吉林大学教授，参加领导吉林大学化学系创建工作。1955年当选为中国科学院化学学部学部委员。1956年任吉林大学副校长；
当他正在向配位场理论发动攻势时，文革爆发，他同样遭到了厄运。1976年，還有人强迫唐敖庆作检查。但他仍舊堅持研究
1978年至1986年任吉林大学校长。1981年被聘为国际量子分子科学研究院院士。1981年至1992年曾任中国科学院主席团成员。
1983年5月28日至30日，中国高等教育学会在北京召开成立大会，大会选举了第一届理事会成员，他出任常务理事。
1986年2月主持组建国家自然科学基金委员会，出任主任；后任吉林大学名誉校长、国家自然科学基金委员会名誉主任、国家自然科学奖励委员会主任。1986年6月，中国科学技术协会第三次全国代表大会在北京召开，选举产生第三届全国委员会。6月28日，第三届全国委员会第一次会议召开，推举其担任副主席。
2008年7月15日11时15分在北京医院逝世，享年93岁。

## 学术贡献

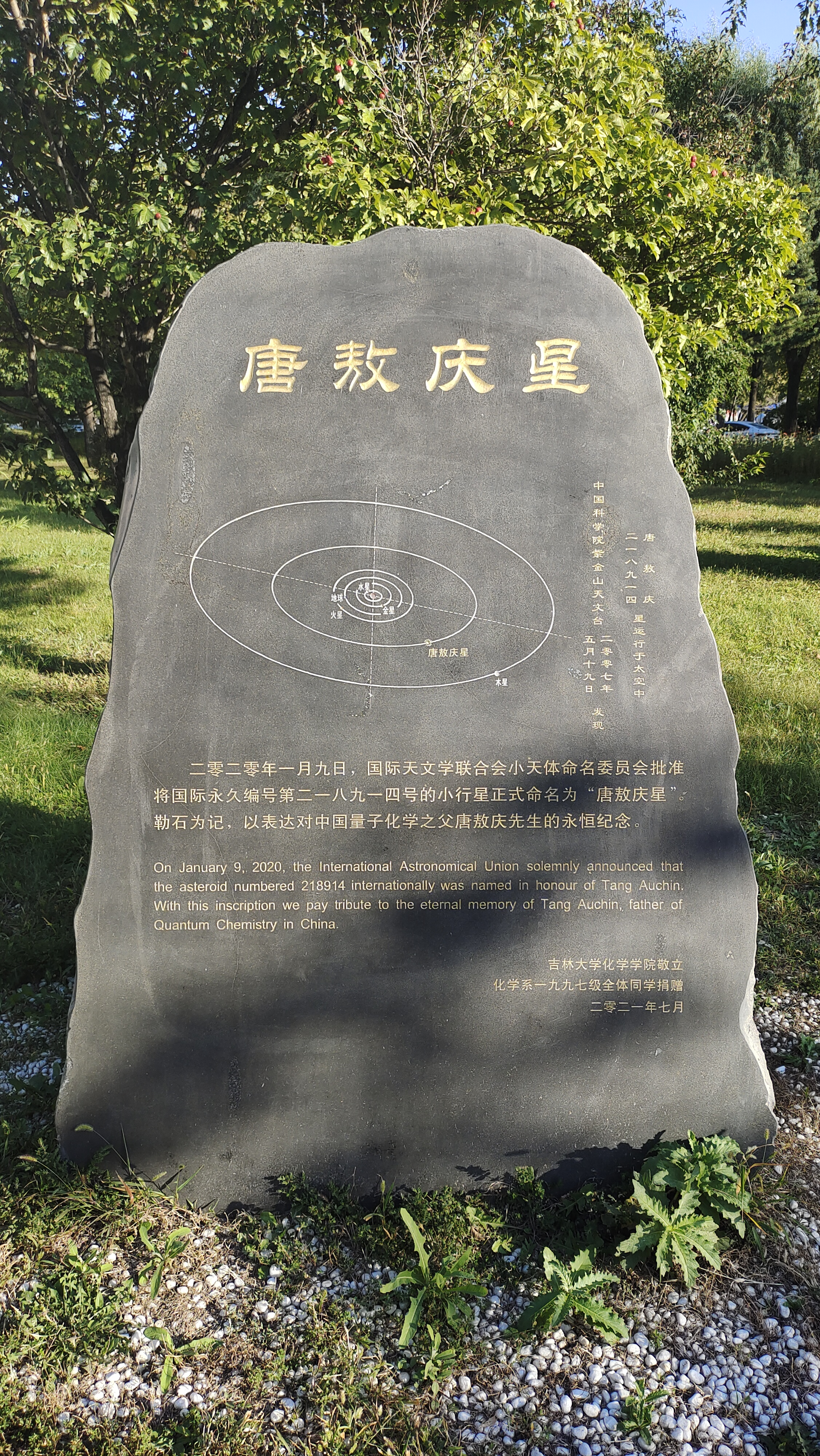
唐敖慶星紀念碑，位於吉林大學内

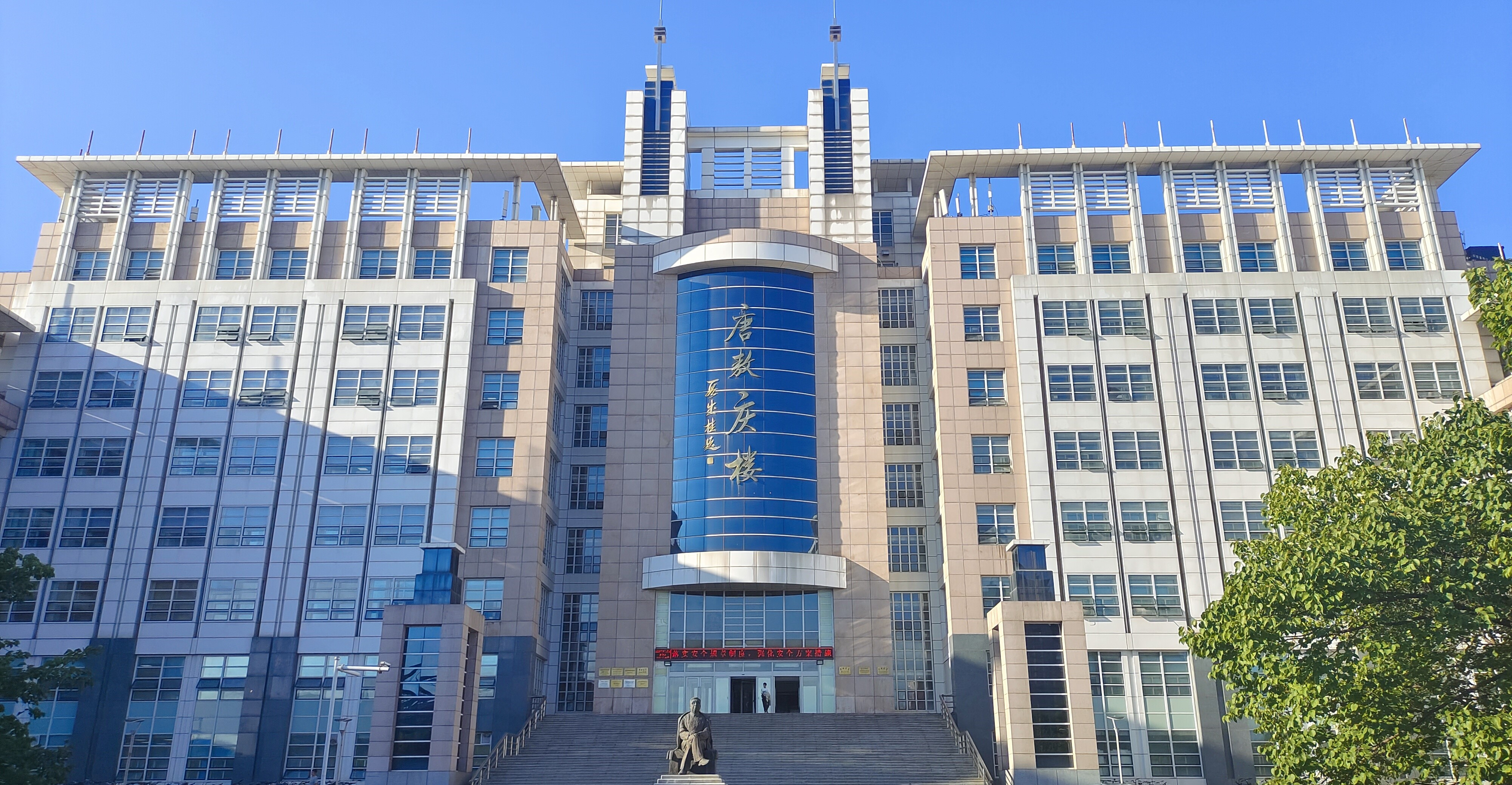
吉林大學唐敖慶樓

50年代初提出计算复杂分子旋转能量变化规律“势能函数公式”，为从结构上改变物质性能提供了比较可靠依据；1955年这项研究成果发表后，引起国内外学术界广泛重视，于1957年获得中国科学院颁发的自然科学三等奖。50年代后期解决国家建设急需的高分子合成和改性问题，转入高分子反应与结构关系的研究，对高分子缩聚、交联与固化、同聚、共聚及裂解等反应逐一进行深入研究，形成的明显特色高分子反应统计理论体系。60年代初以化学键理论的重要分支－配位场理论这一科学前沿课题研究，带领其研究集体取得了突破性成果，创造性地发展完善了配位场理论及其研究方法；此项成果被1966年北京国际暑期物理讨论会评为十项优秀成果之一，并于1982年获国家自然科学一等奖。70年代以来与江元生共同着手分子轨道图形理论的系统研究，经过10多年努力，提出了本征多项式的计算、分子轨道系统计算、对称性约化三条定理，使量子化学形式的计算、分子轨道系统计算、对称性约化三条定理，使这一量子化学形式体系，不论就计算还是对有关实验现象的解释，均表达为概括性高、含义直观、简便易行的分子图形的推理形式；1987年，该成果获得国家自然科学一等奖。
共发表学术论文260多篇；与其研究集体合作出版《配位场理论（方法、英文版）》、《分子轨道图式理论（中、英文版）》、《高分子反应统计理论》、《量子化学》、《应用量子化学》、《约化密度矩阵引论》、《配位场理论方法补编（中、英文版）》、《微观反应动态学》等8部学术专著。